# Rimma Ulitkina
Rimma Grigorjewna Ulitkina, geborene Rimma Grigorjewna Parkomenko, (* 6. April 1935 in Minsk) ist eine sowjetische Leichtathletin. 
Sie wurde 1954 bei den Europameisterschaften in Bern mit der 4-mal-100-Meter-Staffel Europameister sowie Fünfte im 200-Meter-Lauf. Ihre beste Platzierung bei sowjetischen Meisterschaften war der vierte Platz über 200 Meter 1954.

## Persönliche Bestzeiten
- 100 Meter: 11,7 s, 10. August 1958 in Minsk[2]
- 200 Meter: 24,4 s, 24. Oktober 1954
- 400 Meter: 55,5 s, 11. Mai 1958 in Naltschik